# Én, szeretlek, téged
Az Én, szeretlek, téged a Kispál és a Borz pécsi alternatívrock-együttes tizedik stúdióalbuma, amely 2004-ben jelent meg.

## Számok
1. Senki nem ért semmit
2. Egy fiú ágyában
3. Csiga
4. Vackolj belém
5. WC-n sírni
6. Gyógyüdülő
7. Iszonyú lassú
8. Gomolygó
9. Ugyanazokat
10. Éjjel álmomban
11. Van, amikor nem
12. Ippon lite
13. Kép mindenkiről
14. Karácsony
15. Minden rendben
16. Gumicsizma

### Kapcsolódó anyagok
Az albumhoz a Csiga c. számból készült az első videóklip, melyet 2004. december 11-én mutattak be a budapesti Petőfi Csarnokban.

## Közreműködők
- Dióssy D. Ákos – vokál, billentyű, ütősök
- Kispál András – gitárok
- Lovasi András – ének, vokál, basszus- és szólógitár
- Michael Zwecker – dobok
- Leskovics Gábor – ének, vokál, gitárok
- Szabó Attila – vokál, mandolin, hegedű
- Csík János – ének